# وينستون داي تشيف
وينستون داي تشيف هو لاعب هوكي جليد كندي، ولد في 23 نوفمبر 1987 في Stand Off, Alberta ‏ في كندا.

## وصلات خارجية
- وينستون داي تشيف على موقع EliteProspects.com (الإنجليزية)
- وينستون داي تشيف على موقع HockeyDB.com (الإنجليزية)